# Tâm nhĩ
Tâm nhĩ là ngăn trên của tim, là nơi máu đi vào tim. Có hai tâm nhĩ trong tim người, tâm nhĩ trái - nhận máu từ phổi và tâm nhĩ phải từ tuần hoàn tĩnh mạch. Tâm nhĩ nhận máu, và khi cơ tim co bóp, bơm máu đến tâm thất. Tất cả các động vật có hệ tuần hoàn khép kín bao gồm ít nhất một tâm nhĩ (người có hai tâm nhĩ).

## Cấu trúc

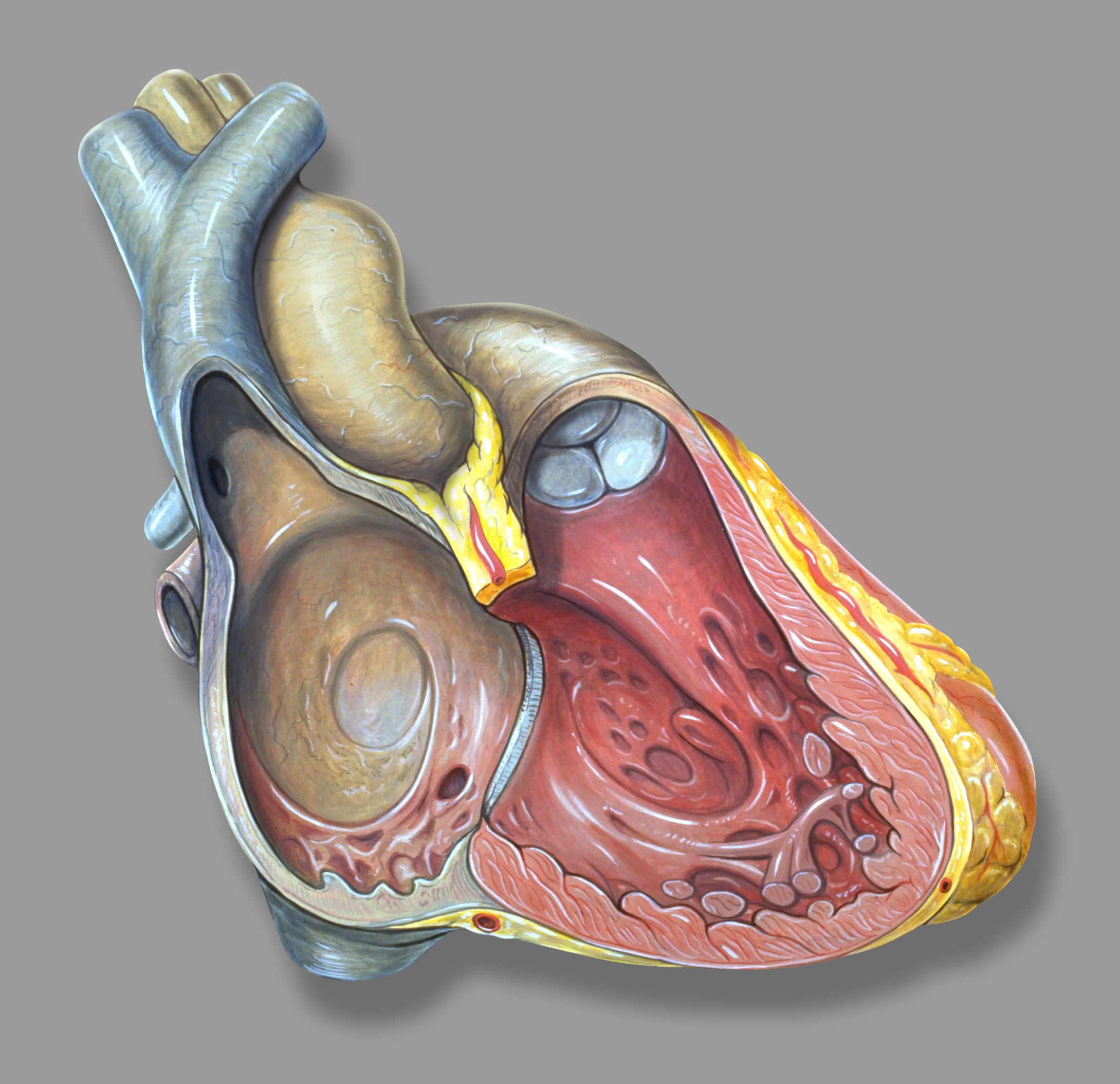
Giải phẫu tim phải

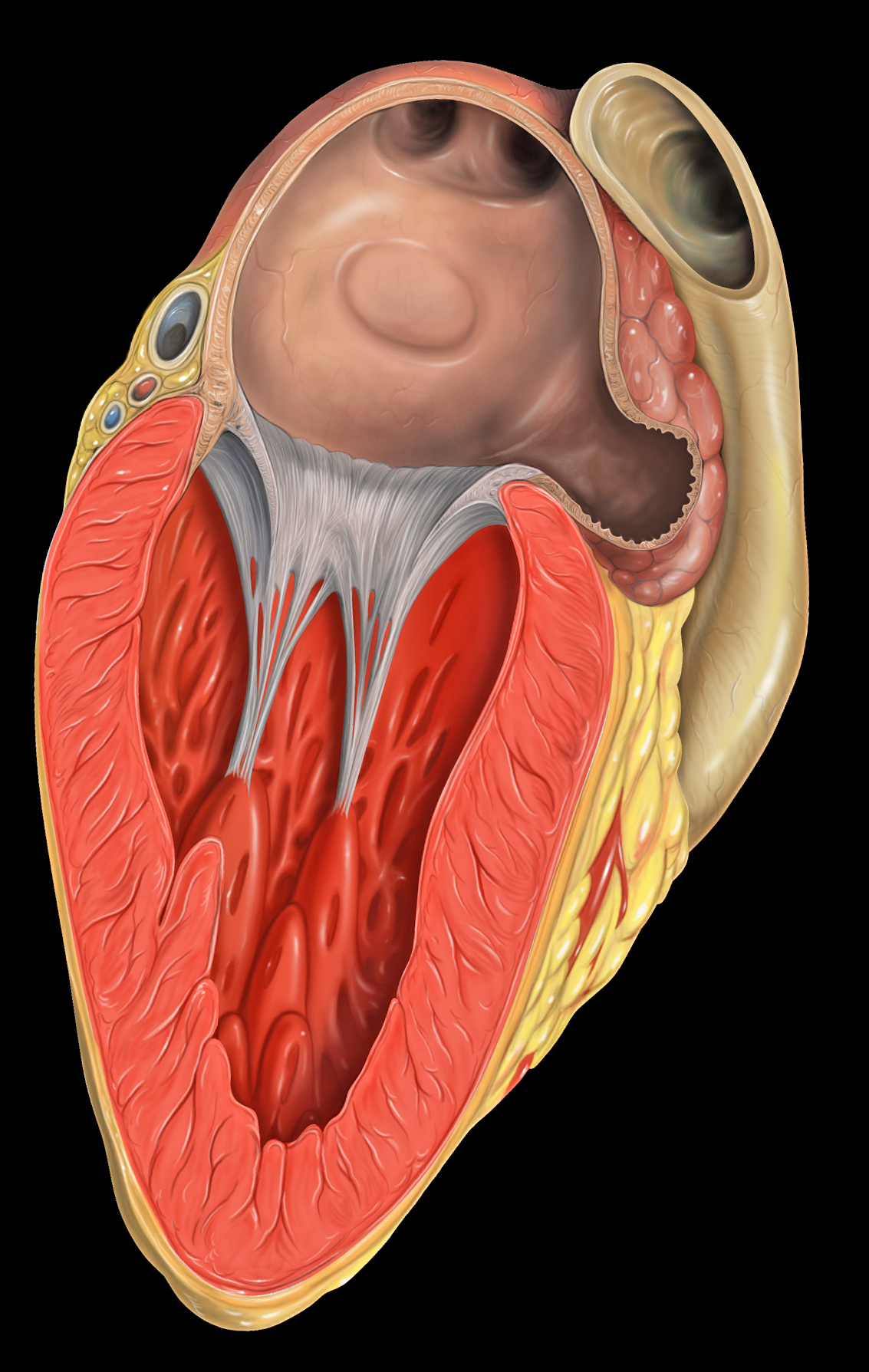
Trái nhĩ phụ thể hiện ở góc trên bên phải

Con người có một trái tim bốn ngăn bao gồm: tâm nhĩ phải, tâm nhĩ trái, tâm thất phải và tâm thất trái. Tâm nhĩ là hai ngăn trên. Tâm nhĩ phải nhận máu ít oxy từ tĩnh mạch chủ trên và dưới, sau đó truyền máu xuống tâm thất phải (thông qua van ba lá) rồi bơm đến động mạch phổi. Tâm nhĩ trái nhận máu nhiều oxy từ các tĩnh mạch phổi trái và phải, truyền máu xuống tâm thất trái (qua van hai lá) rồi bơm qua động mạch chủ để vào tuần hoàn hệ thống.
Tâm nhĩ phải và tâm thất phải thường được gọi là tim phải và tương tự, tâm nhĩ trái và tâm thất trái thường được gọi là tim trái. Tâm nhĩ không có van tại cửa gió của chúng và kết quả là, một xung tĩnh mạch là bình thường và có thể được phát hiện trong tĩnh mạch cảnh như áp lực tĩnh mạch cảnh. Trong nội bộ, có những cơ xương và đầu nhọn crista của bó His, hoạt động như một ranh giới bên trong tâm nhĩ và phần có tường bao quanh của tâm nhĩ phải, xoang xoang có nguồn gốc từ xoang xoang. Các xoang xoang là tàn dư trưởng thành của tĩnh mạch xoang và nó bao quanh các khe hở của cavae venae và xoang mạch vành. Kèm theo tâm nhĩ phải là phần phụ tâm nhĩ phải - một phần mở rộng giống như túi của các cơ pectinate. Các vách ngăn liên đại phân tách tâm nhĩ phải từ tâm nhĩ trái và điều này được đánh dấu bằng một trầm cảm ở tâm nhĩ phải - hố bầu dục. Tâm nhĩ được khử cực bằng calci.
Cao hơn ở phần trên của tâm nhĩ trái là một túi hình tai cơ bắp - phần phụ nhĩ trái. Điều này xuất hiện để "hoạt động như một buồng giải nén trong tâm thất thất trái và trong các giai đoạn khác khi áp suất nhĩ trái cao".

### Nút
Nút xoang nhĩ (SA) nằm ở phía sau của tâm nhĩ phải, bên cạnh cava vena cao cấp. Đây là một nhóm các tế bào tạo nhịp tim tự khử cực để tạo ra một tiềm năng hành động. Tiềm năng hành động tim sau đó lan truyền trên cả hai tâm nhĩ làm cho chúng co lại, buộc máu chúng bám vào tâm thất tương ứng của chúng.
Nút nhĩ thất (nút AV) là một nút khác trong hệ thống dẫn điện tim. Nó nằm giữa tâm nhĩ và tâm thất.

### Cung cấp máu
Tâm nhĩ trái được cung cấp chủ yếu bởi động mạch vành bên trái, và các nhánh nhỏ của nó.
Tĩnh mạch xiên của tâm nhĩ trái là một phần chịu trách nhiệm cho hệ thống thoát tĩnh mạch; nó có nguồn gốc từ vena cava cao cấp bên trái phôi.

## Những động vật khác
Nhiều động vật khác, kể cả động vật có vú, cũng có tim bốn ngăn, có chức năng tương tự. Một số loài động vật (lưỡng cư và bò sát) có một trái tim ba ngăn, trong đó máu từ mỗi tâm nhĩ được trộn lẫn trong tâm thất đơn trước khi được bơm vào động mạch chủ. Ở những động vật này, tâm nhĩ trái vẫn phục vụ mục đích lấy máu từ tĩnh mạch phổi.
Ở một số loài cá, hệ thống tuần hoàn rất đơn giản: một trái tim hai ngăn bao gồm một tâm nhĩ và một tâm thất. Trong số cá mập, tim bao gồm bốn ngăn sắp xếp thành chuỗi (và do đó được gọi là một trái tim nối tiếp): máu chảy vào ngăn sau cùng, tĩnh mạch xoang, và sau đó đến tâm nhĩ di chuyển nó đến ngăn thứ ba, tâm thất, trước nó đạt đến ausiosus conus, mà chính nó được kết nối với động mạch chủ. Điều này được coi là một sự sắp xếp nguyên thủy, và nhiều động vật có xương sống đã ngưng tụ tâm nhĩ với xoang xoang và tâm thất với động mạch nhĩ.
Với sự xuất hiện của phổi, sự phân chia của tâm nhĩ thành hai phần chia cho vách ngăn. Trong số các con ếch, máu giàu oxy và ít oxy được trộn lẫn trong tâm thất trước khi được bơm ra các cơ quan của cơ thể; còn đối với rùa, tâm thất gần như hoàn toàn bị chia cắt bởi vách ngăn, nhưng vẫn giữ được lỗ mở thông qua đó một số pha trộn máu xảy ra. Ở chim, động vật có vú và một số loài bò sát khác (cá sấu nói riêng) sự phân chia của cả hai ngăn đều hoàn tất.